# Melodifestivalen
Melodifestivalen er den svenske udgave af Melodi Grand Prix. Vinderen går videre til Eurovision Song Contest.
Siden 2002 har Melodifestivalen bestået af fire delfinaler (afholdt forskellige steder i Sverige) med hver otte sange, hvor de to sange der får flest stemmer, går videre til finalen (i Friends Arena i Solna). De sange der i semifinalerne placeres som hhv. nr. 3 og nr. 4 går videre til en opsamling kaldet Andra chansen, hvor yderligere to sange vælges til finalen. Finalen består dermed af 10 af de i alt 32 deltagende sange.
Fra 2009 vælger en international jury en yderligere finalist efter afholdelsen af de fire semifinaler og Andra chansen. Antallet af sange i finalen kommer dermed op på 11.
Det er seerne der via telefon- og sms-afstemninger afgør hvem der går videre fra de fire delfinaler og Andra chancen. I finalen gives der point af både 11 regionale juryer og af seerne. Hver jury giver point i en forenkling af den normale grand prix-skala: 12, 10, 8, 6, 4, 2 og 1. Sseernes stemmer omregnes til et antal point svarende til den førnævnte skala ganget med antallet af juryer (11), hvilket giver en skala der ser således ud: 132, 110, 88, 66, 44, 22 og 11. De regionale juryer og seerne giver dermed samlet set det samme antal point. Fra 2009 får seerne og de regionale juryer følge af en international jury hvis stemmer gives efter samme skala som de regionale juryer.
Siden 2004 har en af deltagerne i hver semifinale været en såkaldt joker, dvs. en særligt udvalgt kunstner der er inviteret til at deltage. Disse jokere udvælges først efter offentliggørelsen af de 28 sange der er udvalgt i den åbne konkurrence. Jokerne deltager i Melodifestivalen på lige fod med de andre sange. I 2005 deltog den danske sangerinde Sanne Salomonsen som en af året jokere. Hun gik videre til finalen, hvor hun blev nr. 7.
Det er hidtil sket to gange at en joker har vundet finalen: Lena Philipsson i 2004 og The Ark i 2007

## Vindere af Melodifestivalen
| År   | Sang                                                           | Kunstner                            | Sangskrivere                                                                                           |
| ---- | -------------------------------------------------------------- | ----------------------------------- | --- |
| 1958 | Lilla stjärna                                                  | Alice Babs                          | Gunnar Wersén & Åke Gerhard                                                                            |
| 1959 | Augustin                                                       | Siw Malmkvist / Gunnar Wiklund      | Åke Gerhard & Bo Harry Sandin                                                                          |
| 1960 | Alla andra får varann                                          | Östen Warnerbring / Inger Berggren  | Åke Gerhard & Ulf Källqvist                                                                            |
| 1961 | April, april                                                   | Siw Malmkvist / Gunnar Wiklund      | Bo Eneby & Bobbie Ericson                                                                              |
| 1962 | Sol och vår                                                    | Inger Berggren / Lily Berglund      | Åke Gerhard & Ulf Källqvist                                                                            |
| 1963 | En gång i Stockholm                                            | Monica Zetterlund / Carli Tornehave | Beppe Wolgers & Bobbie Ericson                                                                         |
| 1964 | Ingen konkurrence                                              | Strejke                             | Sverige deltog ikke                                                                                    |
| 1965 | Annorstädes vals/Absent Friends                                | Ingvar Wixell                       | Alf Henrikson & Dag Wirén                                                                              |
| 1966 | Nygammal vals                                                  | Lill Lindfors & Svante Thuresson    | Björn Lindroth & Bengt-Arne Wallin                                                                     |
| 1967 | Som en dröm                                                    | Östen Warnerbring                   | Patrice Hellberg,Curt Peterson & Marcus Österdahl                                                      |
| 1968 | Det börjar verka kärlek, banne mej                             | Claes-Göran Hederström              | Peter Himmelstrand                                                                                     |
| 1969 | Judy min vän                                                   | Tommy Körberg                       | Britt Lindeborg & Roger Wallis                                                                         |
| 1970 | Ingen konkurrence                                              | Protest i Norden                    | fire vindere året før                                                                                  |
| 1971 | Vita vidder                                                    | Family Four                         | Håkan Elmquist                                                                                         |
| 1972 | Härliga sommardag                                              | Family Four                         | Håkan Elmquist                                                                                         |
| 1973 | Sommar som aldrig säger nej/You´re summer                      | Malta                               | Lars Forsell,Carl-Axel Dominique & Monica Dominique                                                    |
| 1974 | Waterloo                                                       | ABBA                                | Stikkan Andersson,Benny Andersson & Björn Ulvaeus                                                      |
| 1975 | Jennie Jennie                                                  | Lasse Berghagen                     | Lasse Berghagen                                                                                        |
| 1976 | Ingen konkurrence                                              | Af økonomiske grunde                | Sverige deltog ikke                                                                                    |
| 1977 | Beatles                                                        | Forbes                              | Sven-Olof Bagge, Claes Bure                                                                            |
| 1978 | Det blir alltid värre framåt natten                            | Björn Skifs                         | Peter Himmelstrand                                                                                     |
| 1979 | Satellit                                                       | Ted Gärdestad                       | Ted Gärdestad och Kenneth Gärdestad                                                                    |
| 1980 | Just nu                                                        | Tomas Ledin                         | Tomas Ledin                                                                                            |
| 1981 | Fångad i en dröm                                               | Björn Skifs                         | Björn Skifs, Bengt Palmers                                                                             |
| 1982 | Dag efter dag                                                  | Chips                               | Lasse Holm, Monica Forsberg                                                                            |
| 1983 | Främling                                                       | Carola Häggkvist                    | Lasse Holm, Monica Forsberg                                                                            |
| 1984 | Diggi-loo diggi-ley                                            | Herreys                             | Britt Lindeborg, Torgny Söderberg                                                                      |
| 1985 | Bra vibrationer                                                | Kikki Danielsson                    | Lasse Holm, Ingela 'Pling' Forsman                                                                     |
| 1986 | Är det de' här du kallar kärlek?                               | Lasse Holm & Monica Törnell         | Lasse Holm                                                                                             |
| 1987 | Fyra bugg och en Coca-Cola/Boogaloo                            | Lotta Engberg                       | Mikael Wendt, Christer Lundh                                                                           |
| 1988 | Stad i ljus                                                    | Tommy Körberg                       | Py Bäckman                                                                                             |
| 1989 | En dag                                                         | Tommy Nilsson                       | Tim Norell, Ola Håkansson, Alexander Bard                                                              |
| 1990 | Som en vind                                                    | Edin-Ådahl                          | Mikael Wendt                                                                                           |
| 1991 | Fångad av en stormvind                                         | Carola Häggkvist                    | Stephan Berg                                                                                           |
| 1992 | I morgon är en annan dag                                       | Christer Björkman                   | Niklas Strömstedt                                                                                      |
| 1993 | Eloise                                                         | Arvingarna                          | Gert Lengstrand, Lasse Holm                                                                            |
| 1994 | Stjärnorna                                                     | Marie Bergman & Roger Pontare       | Mikael Littvold, Peter Bertilsson                                                                      |
| 1995 | Se på mig                                                      | Jan Johansen                        | Ingela 'Pling' Forsman, Bobby Ljunggren, Håkan Almqvist                                                |
| 1996 | Den vilda                                                      | One More Time                       | Nanne Grönvall, Peter Grönvall                                                                         |
| 1997 | Bara hon älskar mig                                            | Blond                               | Stephan Berg                                                                                           |
| 1998 | Kärleken är                                                    | Jill Johnson                        | Ingela 'Pling' Forsman, Bobby Ljunggren, Håkan Almqvist                                                |
| 1999 | Tusen och en natt/Take Me To Your Heaven                       | Charlotte Nilsson                   | Gert Lengstrand, Lars Diedricson                                                                       |
| 2000 | När vindarna viskar mitt namn/When Spirits Are Calling My Name | Roger Pontare                       | Thomas Holmstrand, Linda Jansson, Peter Dahl                                                           |
| 2001 | Lyssna till ditt hjärta/Listen To Your Heartbeat               | Friends                             | Thomas G:son, Henrik Sethson                                                                           |
| 2002 | Never Let It Go                                                | Afro-Dite                           | Marcos Ubeda                                                                                           |
| 2003 | Give Me Your Love                                              | Fame                                | Carl Lösnitz, Calle Kindbom                                                                            |
| 2004 | Det gör ont/It Hurts                                           | Lena Philipsson                     | Thomas "Orup" Eriksson                                                                                 |
| 2005 | Las Vegas                                                      | Martin Stenmarck                    | Niklas Edberger, Johan Fransson, Tim Larsson, Tobias Lundgren                                          |
| 2006 | Evighet/Invincible                                             | Carola                              | Bobby Ljunggren, Thomas G:son, Henrik Wikström                                                         |
| 2007 | The Worrying Kind                                              | The Ark                             | Ola Salo                                                                                               |
| 2008 | Hero                                                           | Charlotte Perrelli                  | Fredrik Kempe, Bobby Ljunggren                                                                         |
| 2009 | La Voix                                                        | Malena Ernman                       | Fredrik Kempe, Malena Ernman                                                                           |
| 2010 | This Is My Life                                                | Anna Bergendahl                     | Kristian Lagerström, Bobby Ljunggren                                                                   |
| 2011 | Popular                                                        | Eric Saade                          | Fredrik Kempe                                                                                          |
| 2012 | Euphoria                                                       | Loreen                              | Thomas G:son, Peter Boström                                                                            |
| 2013 | You                                                            | Robin Stjernberg                    | Robin Stjernberg, Linnea Deb, Joy Deb, Joakim Harestad Haukaas                                         |
| 2014 | Undo                                                           | Sanna Nielsen                       | Fredrik Kempe, David Kreuger og Hamed "K-One" Pirouzpanah                                              |
| 2015 | Heroes                                                         | Måns Zelmerlöw                      | Anton Malmberg Hård af Segerstad, Joy Deb og Linnea Deb                                                |
| 2016 | If I Were Sorry                                                | Frans                               | Oscar Fogelström, Michael Saxell, Fredrik Andersson og Frans Jeppsson-Wall                             |
| 2017 | I Can't Go On                                                  | Robin Bengtsson                     | David Kreuger, Hamed ”K-One” Pirouzpanah og Robin Stjernberg                                           |
| 2018 | Dance You Off                                                  | Benjamin Ingrosso                   | Benjamin Ingrosso, MAG, Louis Schoorl og N Kita                                                        |
| 2019 | Too Late for Love                                              | John Lundvik                        | John Lundvik                                                                                           |
| 2020 | Move                                                           | The Mamas                           | Melanie Wehbe, Patrik Jean, Herman Gardarfve,                                                          |
| 2021 | Voices                                                         | Tusse                               | Joy Deb, Linnea Deb, Jimmy "Joker" Thörnfeldt, Anderz Wrethov                                          |
| 2022 | Hold Me Closer                                                 | Cornelia Jakobs                     | Isa Molin, David Zandén, Cornelia Jakobsdotter                                                         |
| 2023 | Tattoo                                                         | Loreen                              | Jimmy "Joker" Thörnfeldt, Jimmy Jansson, Lorine Talhaoui, Moa Carlebecker, Peter Boström, Thomas G:son |
| 2024 | Unforgettable                                                  | Marcus & Martinus                   | Jimmy Thörnfeldt, Joy Deb, Linnea Deb, Marcus Gunnarsen, Martinus Gunnarsen                            |
| 2025 | Bara Bada Bastu                                                | KAJ                                 | Anderz Wrethov, Axel Åhman, Jakob Norrgård, Kevin Holmström, Kristofer Strandberg, Robert Skowronski   |